# Gschwand (Furth im Wald)
Gschwand ist ein Gemeindeteil der Stadt Furth im Wald im Landkreis Cham des Regierungsbezirks Oberpfalz im Freistaat Bayern.

## Geografie
Gschwand liegt am südöstlichen Ortsrand von Gleißenberg, trotzdem gehört es zur viel weit entfernteren Stadt Furth im Wald.
Gschwand liegt 7 Kilometer westlich von Furth im Wald,4 Kilometer südwestlich der tschechischen Grenze und 1 Kilometer südöstlich von Gleißenberg an der Staatsstraße 2154.
Nordöstlich von Gschwand erheben sich (im Uhrzeigersinn) der 627 Meter hohe Burgstall, das 902 Meter hohe Reiseck, der 828 Meter hohe Dachsriegel und der 749 Meter hohe Geißriegel. Diese Berge bilden ein breites Hochtal, in dem zahlreiche Bäche entspringen, die sich zum Bogenbach vereinigen. Der Bogenbach fließt durch Gschwand und mündet 800 Meter westlich der Ortschaft in den Hühnerbach.

## Geschichte
Die Ortsnamenforschung kennzeichnet die auf -schwand, auch: -schwend von schwenden (Wald roden) endenden Ortsnamen ebenso wie die auf -ried und -grün endenden als Ortsnamen der Rodungszeit im 13. und 14. Jahrhundert.
Die Gegend um Gleißenberg gehörte dem Grafengeschlecht von Bogen. Durch den Tod Adalberts (Albert) IV. von Bogen im Jahr 1242 fielen seine Besitzungen laut Erbvertrag an seinen Stiefbruder, den Wittelsbacher Otto II. von Bayern, Sohn Ludmillas und Ludwigs I. Nach dem Tod Ottos II. im Jahr 1253 erhielt dessen Sohn Heinrich XIII. Niederbayern, darunter auch das Gericht Waldmünchen.
Gschwand (auch: Geswandtt, Geschwandt, Gschwantt, Gschwanndt, Gschwandt, Schwand, Schwund, Gschwend) wurde im Salbuch von 1283 mit einer Steuer von 1 Pfund und 4 Pfennig (30 Pfennig entsprachen 1 Schilling, 8 Schilling 1 Pfund) erwähnt. Nach anderer Datierung: Herzogsurbar des Wittelsbachers Heinrich XIII. aus dem Jahr 1301. Zu dieser Zeit gehörten Gschwand und Lixenried zum Gericht Waldmünchen.
1371 übergaben Heinrich und Otto Zenger von Schwarzeneck dem Kloster Schönthal Einkünfte im Dorf Gschwand bei Gleißenberg.
Im 16. Jahrhundert kam es hin und wieder zu Grenzstreitigkeiten über den Grenzverlauf zwischen den Dörfern Gschwand und Lixenried.
Im Musterungsverzeichnis von 1562 wurden für Gschwand 8 Mannschaften genannt, das waren Michael Christl senior und junior, Schmidt, Hans Liebl, Jörg Christl, Müllner, Hagler und Peter Friedl. Ihre Ausrüstung bestand aus 7 Büchsen und einer Hellebarde.
1563 hatte Gschwand 8 Mannschaften. 1588 gab es in Gschwand 6 Höfe, 1 Gut, 1 Mühle. 1622 wurden für Gschwand 9 Mannschaften und 1 Mühle aufgeführt. 1630 hatte Gschwand 6 Höfe, 1 Mühle, 1 Sölde, 1 Häusl, 3 Inleute. 1703 wurden für Gschwand 6 Höfe, 2 Sölden, 1 Häusler erwähnt. 1808 gab es in Gschwand 9 Anwesen, 1 Müller, 1 Weber, 1 Gemeinde-Hüthaus.
1808 wurde die Verordnung über das allgemeine Steuerprovisorium erlassen. Mit ihr wurde das Steuerwesen in Bayern neu geordnet und es wurden Steuerdistrikte gebildet. Dabei kam Gschwand zum Steuerdistrikt Gleißenberg, der  aus den Dörfern Gleißenberg, Gschwand, Lixenried, den Weilern Bogen und Koestelhütten (= Kesselhütte) und den Einöden Tradl und Berghof bestand.
1820 wurden im Landgericht Waldmünchen Ruralgemeinden gebildet. Dabei wurde Gschwand Ruralgemeinde. zu der neben Gschwand mit 17 Familien die Einöde Tradl mit 1 Familie gehörte.
1830 wurde die Gemeinde Gschwand aufgelöst und in die Gemeinde Lixenried eingegliedert. Diese Eingliederung wurde von den Bürgern von Lixenried abgelehnt und bis 1851 wurde darüber gestritten. 1972 wurde die Gemeinde Lixenried mit ihren Gemeindeteilen Bogen, Gschwand und Tradl in die Stadt Furth im Wald eingemeindet.
Gschwand gehört zur Pfarrei Gleißenberg, Dekanat Cham. Es wurde im Pfarrverzeichnis der Pfarrei Gleißenberg von 1780 aufgeführt. Die Pfarrei Gleißenberg bestand zu dieser Zeit aus Gleißenberg, Lixenried, Bogen, Gschwand, Ried bei Gleißenberg, Hofmühle, Berghof, Häuslarn, Bonholz und Eschlmais. Zur Pfarrei Gleißenberg gehörte die Filialkirche Geigant mit Sinzendorf, Zillendorf, Machtesberg, Katzbach, Kühnried, Lodischhof und Roßhöfe. 1997 hatte Gschwand 76 Katholiken.

## Einwohnerentwicklung ab 1820
| Jahr | Einwohner   | Gebäude |
| ---- | ----------- | ------- |
| 1820 | 17 Familien | k. A.   |
| 1838 | 76          | 10      |
| 1861 | 76          | 33      |
| 1871 | 86          | 50      |
| 1885 | 106         | 13      |
| 1900 | 80          | 19      |
| 1913 | 91          | 15      |

| Jahr | Einwohner | Gebäude |
| ---- | --------- | ------- |
| 1925 | 110       | 16      |
| 1950 | 94        | 15      |
| 1961 | 72        | 13      |
| 1970 | 90        | k. A.   |
| 1987 | 78        | 20      |
| 2011 | 82        | k. A.   |

## Tourismus
Am Nordrand von Gschwand vorbei führt der Mountainbikeweg MTB-Tour 15.